# فرانک بلونستون
فرانک بلونستون (به انگلیسی: Frank Blunstone) بازیکن فوتبال زادهٔ ۱۷ اکتبر ۱۹۳۴ اهل کشور انگلستان که سابقهٔ بازی در تیم ملی فوتبال انگلستان را در کارنامهٔ خود دارد. وی در تاریخ ۱۰ نوامبر ۱۹۵۴ نخستین بازی ملی خود را در مقابل تیم ملی فوتبال ولز انجام داد و با حضور در ۵ بازی ملی، در تاریخ ۲۸ نوامبر ۱۹۵۶ واپسین بازی ملی‌اش را در برابر تیم ملی فوتبال یوگسلاوی برگزار کرد.